# Travaso (enologia)
Il travaso è il trasferimento del vino da un contenitore all'altro, realizzato nel periodo della fermentazione e della maturazione per liberarlo dalle fecce e dai depositi solidi, onde prevenirne l'ossidazione indesiderata.

## Primo travaso
È particolarmente importante l'effettuazione del travaso al termine della prima fermentazione, sia dei vini bianchi che dei vini rossi. Tale fermentazione ha durata variabile da qualche giorno a qualche settimana, in dipendenza della temperatura che mantiene il liquido.

## Secondo travaso
Il secondo travaso può essere realizzato dopo tre/cinque settimane circa in dipendenza sempre delle situazioni ambientali.
All'effettuazione del travaso può essere aggiunta dell'anidride solforosa in quantità controllata per prevenire l'ossidazione del vino.

## Altri travasi
Nel corso del primo anno vengono mediamente realizzati quattro o cinque travasi che si riducono a due/uno negli anni successivi (vini da invecchiamento). La gestione dei travasi si organizza in modo sostanzialmente diverso nella gestione industriale del vino dove essi sono condizionati o sostituiti da trattamenti diversi e complessi.